# Université de Northumbria
L'université de Northumbria est un établissement d'enseignement supérieur anglais, situé à Newcastle upon Tyne, fondé en 1969 sous le nom de Newcastle Polytechnic.

## Historique
Jusqu'en 1992, l'établissement était un institut polytechnique (polytechnic (en)), et devient une université à la faveur du Further and Higher Education Act 1992.